# Karl Litke

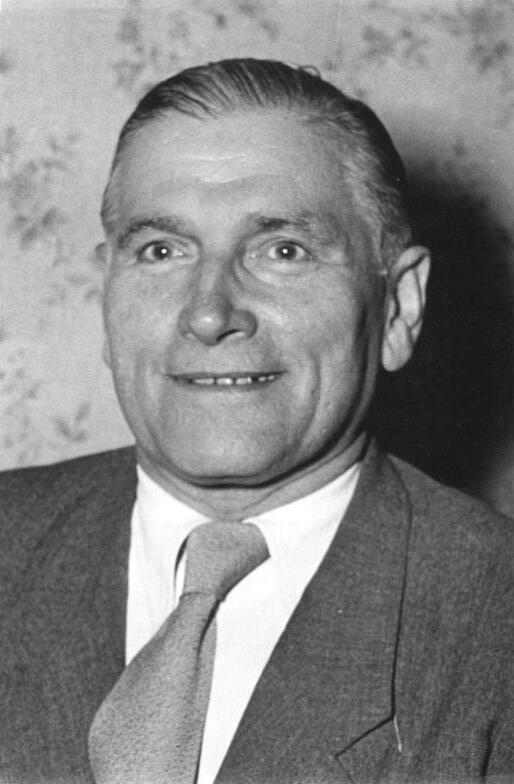
Karl Litke 1952

Karl Georg Friedrich Litke, auch Carl Litke (* 22. Juli 1893 in Charlottenburg; † 20. Februar 1962 in Ost-Berlin) war deutscher Politiker der SPD und später der SED.

## Leben
Litke war Steindruckergehilfe und übte den Beruf bis 1922 aus. Im Jahr 1910 trat er den freien Gewerkschaften und 1912 der SPD bei. Während des Ersten Weltkrieges war Litke Soldat. Seit 1919 gehörte er dem Vorstand der Ortskrankenkasse der Lithographen und Steindrucker in Berlin an. Zwischen 1922 und 1926 arbeitete als Angestellter für diese Kasse. Von 1927 bis 1933 war er hauptamtlicher Sekretär des Hauptverbandes der Deutschen Krankenkassen.
Zwischen 1921 und 1933 gehörte Litke der Bezirksverordnetenversammlung im Stadtteil Kreuzberg an. Außerdem war er von 1922 bis 1933 zweiter Vorsitzender des SPD-Bezirksverbands Groß-Berlin. Er gehörte von 1931 bis 1933 auch dem zentralen Vorstand der Partei an. Zwischen 1928 und 1933 gehörte Litke dem Deutschen Reichstag an.
Zu Beginn der Zeit des Nationalsozialismus war Litke nach dem Verbot der SPD von Ende Juni bis Mitte Dezember 1933 im Gefängnis Spandau und im KZ Brandenburg an der Havel inhaftiert. Nach der Entlassung war Litke mehrere Jahre erwerbslos. Er engagierte sich im Widerstand gegen das NS-Regime in einer kleinen Gruppe aus Sozialdemokraten um Fritz Barthelmann.
Im Jahr 1945 schloss sich Litke erneut der SPD an und gehörte zum SPD-Zentralausschuss. Beruflich arbeitete er 1945 als Hauptabteilungsleiter der Versicherungsanstalt Berlin. Nach der Vereinigung mit der KPD im Jahr 1946 wurde Litke Mitglied der SED. Von 1946 bis 1948 war er gemeinsam mit Hermann Matern paritätischer Vorsitzender der Berliner SED und gehörte von 1946 bis 1950 dem zentralen Parteivorstand an. Zwischen 1946 und 1948 war Litke Berliner Stadtverordneter, von 1950 bis 1954 war er Kandidat des ZK der SED.
Zwischen 1948 und 1950 war er als Verwaltungsdirektor der Hauptverwaltung Arbeit und Gesundheitswesen der Deutschen Wirtschaftskommission tätig. Nach der Bildung des Ministeriums für Arbeit und Gesundheit war er dort bis 1953 Hauptabteilungsleiter.
Daneben war Litke zwischen 1954 und 1956 Mitglied der zentralen Revisionskommission der Volkssolidarität. Danach saß er bis 1962 im Präsidium der Organisation und war von 1959 bis 1962 ihr stellvertretender Vorsitzender. am 6. Mai 1955 wurde ihm der Vaterländische Verdienstorden in Silber verliehen.
Zwischen 1957 und 1962 gab er die Zeitschrift Sozialistische Briefe heraus.

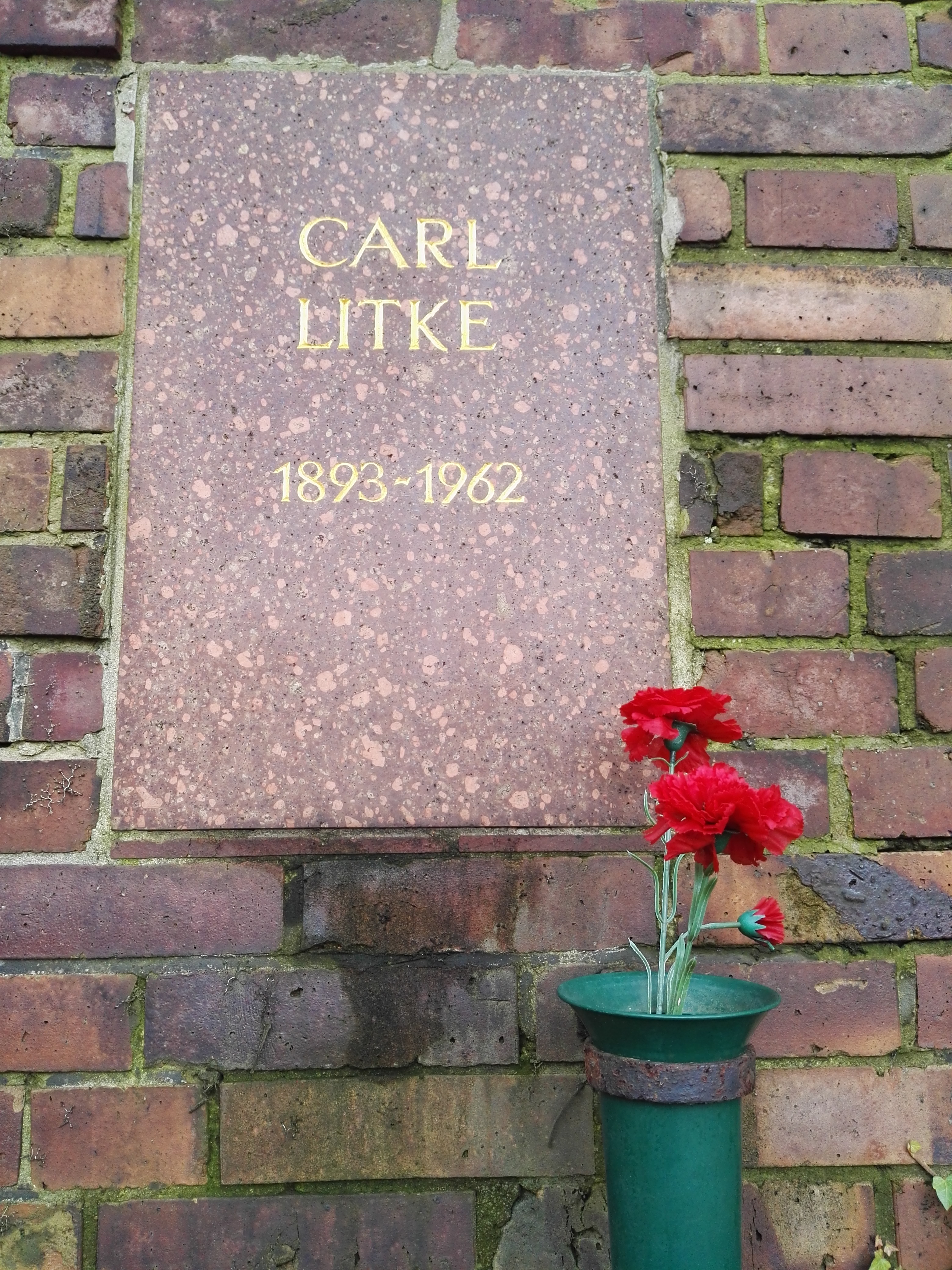
Grabstätte

Seine Urne wurde in der Gedenkstätte der Sozialisten auf dem Zentralfriedhof Friedrichsfelde in Berlin-Lichtenberg beigesetzt.
Ihm zu Ehren bekam ein in den 1970er Jahren in der Gemeinde Wandlitz auf einem früheren Lehnschulzenhof errichtetes Parteierholungsheim seinen Namen. Mit der Wende wurde das Heim aufgelöst und ist heute ein in Privatbesitz befindliches Kurhotel.

## Veröffentlichungen
- In deiner Sache, Berliner. Das Wirken der SED-Fraktion. Landesvorstand der SED Groß-Berlin, Berlin [1947].